# Varese Calcio 1976-1977
Questa voce raccoglie le informazioni riguardanti il Varese Calcio nelle competizioni ufficiali della stagione 1976-1977.

## Rosa
| N. |                   | Ruolo | Calciatore          |
| -- | ----------------- | ----- | ------------------- |
|    | Italia (bandiera) | D     | Massimo Arrighi     |
|    | Italia (bandiera) | D     | Fabiano Brambilla   |
|    | Italia (bandiera) | D     | Giacomo Chinellato  |
|    | Italia (bandiera) | A     | Claudio Ciceri      |
|    | Italia (bandiera) | C     | Antonio Criscimanni |
|    | Italia (bandiera) | C     | Paolo Cucurnia      |
|    | Italia (bandiera) | D     | Paolo Dal Fiume     |
|    | Italia (bandiera) | C     | Vito De Lorentis    |
|    | Italia (bandiera) | P     | Carlo Della Corna   |
|    | Italia (bandiera) | D     | Moreno Ferrario     |
|    | Italia (bandiera) | A     | Paolo Franceschelli |
|    | Italia (bandiera) | A     | Luciano Gaudino     |

| N. |                   | Ruolo | Calciatore           |
| -- | ----------------- | ----- | -------------------- |
|    | Italia (bandiera) | C     | Maurizio Giovannelli |
|    | Italia (bandiera) | D     | Giorgio Magnocavallo |
|    | Italia (bandiera) | A     | Luigi Manueli        |
|    | Italia (bandiera) | P     | Poerio Mascella      |
|    | Italia (bandiera) | D     | Fabio Massimi        |
|    | Italia (bandiera) | C     | Massimo Pedrazzini   |
|    | Italia (bandiera) | D     | Antonio Perego       |
|    | Italia (bandiera) | A     | Ernestino Ramella    |
|    | Italia (bandiera) | D     | Sergio Taddei        |
|    | Italia (bandiera) | A     | Carlo Tresoldi       |
|    | Italia (bandiera) | A     | Claudio Vagheggi     |

## Risultati

### Serie B

#### Girone di andata
| 26 settembre 1976 1ª giornata | Varese | 0 – 0 | Pescara |  |

| 3 ottobre 1976 2ª giornata | Lanerossi Vicenza | 2 – 0 | Varese |  |

| 10 ottobre 1976 3ª giornata | Varese | 0 – 0 | Como |  |

| 17 ottobre 1976 4ª giornata | Atalanta | 2 – 4 | Varese |  |

| 24 ottobre 1976 5ª giornata | Varese | 0 – 1 | Palermo |  |

| 31 ottobre 1976 6ª giornata | Sambenedettese | 0 – 0 | Varese |  |

| 7 novembre 1976 7ª giornata | Varese | 1 – 0 | Rimini |  |

| 14 novembre 1976 8ª giornata | SPAL | 0 – 0 | Varese |  |

| 21 novembre 1976 9ª giornata | Varese | 3 – 1 | Novara |  |

| 28 novembre 1976 10ª giornata | Lecce | 3 – 2 | Varese |  |

| 5 dicembre 1976 11ª giornata | Varese | 0 – 0 | Avellino |  |

| 12 dicembre 1976 12ª giornata | Varese | 3 – 1 | Ascoli |  |

| 19 dicembre 1976 13ª giornata | Catania | 2 – 0 | Varese |  |

| 2 gennaio 1977 14ª giornata | Monza | 2 – 1 | Varese |  |

| 9 gennaio 1977 15ª giornata | Varese | 2 – 2 | Modena |  |

| 16 gennaio 1977 16ª giornata | Ternana | 1 – 2 | Varese |  |

| 23 gennaio 1977 17ª giornata | Varese | 2 – 1 | Cagliari |  |

| 30 gennaio 1977 18ª giornata | Brescia | 1 – 4 | Varese |  |

| 6 febbraio 1977 19ª giornata | Varese | 0 – 0 | Taranto |  |

#### Girone di ritorno
| 13 febbraio 1977 20ª giornata | Pescara | 1 – 0 | Varese |  |

| 20 febbraio 1977 21ª giornata | Varese | 1 – 1 | Lanerossi Vicenza |  |

| 27 febbraio 1977 22ª giornata | Como | 3 – 0 | Varese |  |

| 6 marzo 1977 23ª giornata | Varese | 0 – 0 | Atalanta |  |

| 13 marzo 1977 24ª giornata | Palermo | 0 – 0 | Varese |  |

| 20 marzo 1977 25ª giornata | Varese | 1 – 1 | Sambenedettese |  |

| 27 marzo 1977 26ª giornata | Rimini | 1 – 0 | Varese |  |

| 3 aprile 1977 27ª giornata | Varese | 0 – 0 | SPAL |  |

| 11 aprile 1977 28ª giornata | Novara | 1 – 1 | Varese |  |

| 17 aprile 1977 29ª giornata | Varese | 1 – 0 | Lecce |  |

| 24 aprile 1977 30ª giornata | Avellino | 2 – 1 | Varese |  |

| 1 maggio 1977 31ª giornata | Ascoli | 1 – 0 | Varese |  |

| 8 maggio 1977 32ª giornata | Varese | 3 – 0 | Catania |  |

| 15 maggio 1977 33ª giornata | Varese | 2 – 1 | Monza |  |

| 22 maggio 1977 34ª giornata | Modena | 1 – 0 | Varese |  |

| 29 maggio 1977 35ª giornata | Varese | 2 – 1 | Ternana |  |

| 5 giugno 1977 36ª giornata | Cagliari | 3 – 2 | Varese |  |

| 12 giugno 1977 37ª giornata | Varese | 2 – 0 | Brescia |  |

| 19 giugno 1977 38ª giornata | Taranto | 1 – 1 | Varese |  |

## Statistiche

### Statistiche di squadra
| Competizione | Punti | In casa | In casa | In casa | In casa | In casa | In casa | In trasferta | In trasferta | In trasferta | In trasferta | In trasferta | In trasferta | Totale | Totale | Totale | Totale | Totale | Totale | DR |
| Competizione | Punti | G       | V       | N       | P       | Gf      | Gs      | G            | V            | N            | P            | Gf           | Gs           | G      | V      | N      | P      | Gf     | Gs     | DR |
| ------------ | ----- | ------- | ------- | ------- | ------- | ------- | ------- | ------------ | ------------ | ------------ | ------------ | ------------ | ------------ | ------ | ------ | ------ | ------ | ------ | ------ | -- |
| Serie B      | 38    | 19      | 9       | 9       | 1       | 23      | 10      | 19           | 3            | 5            | 11           | 18           | 27           | 38     | 12     | 14     | 12     | 41     | 37     | +4 |
| Coppa Italia | 3     | 2       | 1       | 0       | 1       | 1       | 3       | 2            | 0            | 0            | 1            | 2            | 4            | 4      | 1      | 1      | 2      | 3      | 7      | -4 |
| Totale       |       | 21      | 10      | 9       | 2       | 24      | 13      | 21           | 3            | 6            | 12           | 20           | 31           | 42     | 13     | 15     | 14     | 44     | 44     | 0  |

### Statistiche dei giocatori
| Giocatore        | Serie B  | Serie B | Serie B     | Serie B    | Coppa Italia | Coppa Italia | Coppa Italia | Coppa Italia | Totale   | Totale | Totale      | Totale     |
| Giocatore        | Presenze | Reti    | Ammonizioni | Espulsioni | Presenze     | Reti         | Ammonizioni  | Espulsioni   | Presenze | Reti   | Ammonizioni | Espulsioni |
| ---------------- | -------- | ------- | ----------- | ---------- | ------------ | ------------ | ------------ | ------------ | -------- | ------ | ----------- | ---------- |
| M. Arrighi       | 23       | 0       | ?           | ?          | ?            | ?            | ?            | ?            | 23+      | 0+     | ?           | ?          |
| F. Brambilla     | 13       | 0       | ?           | ?          | ?            | ?            | ?            | ?            | 13+      | 0+     | ?           | ?          |
| G. Chinellato    | 4        | 0       | ?           | ?          | ?            | ?            | ?            | ?            | 4+       | 0+     | ?           | ?          |
| C. Ciceri        | 25       | 1       | ?           | ?          | ?            | ?            | ?            | ?            | 25+      | 1+     | ?           | ?          |
| A. Criscimanni   | 31       | 3       | ?           | ?          | ?            | ?            | ?            | ?            | 31+      | 3+     | ?           | ?          |
| P. Cucurnia      | 2        | 0       | ?           | ?          | ?            | ?            | ?            | ?            | 2+       | 0+     | ?           | ?          |
| P. Dal Fiume     | 21       | 2       | ?           | ?          | ?            | ?            | ?            | ?            | 21+      | 2+     | ?           | ?          |
| V. De Lorentis   | 31       | 7       | ?           | ?          | ?            | ?            | ?            | ?            | 31+      | 7+     | ?           | ?          |
| C. Della Corna   | 1        | -2      | ?           | ?          | ?            | ?            | ?            | ?            | 1+       | -2+    | ?           | ?          |
| M. Ferrario      | 30       | 0       | ?           | ?          | ?            | ?            | ?            | ?            | 30+      | 0+     | ?           | ?          |
| P. Franceschelli | 28       | 3       | ?           | ?          | ?            | ?            | ?            | ?            | 28+      | 3+     | ?           | ?          |
| L. Gaudino       | 8        | 0       | ?           | ?          | ?            | ?            | ?            | ?            | 8+       | 0+     | ?           | ?          |
| M. Giovannelli   | 30       | 0       | ?           | ?          | ?            | ?            | ?            | ?            | 30+      | 0+     | ?           | ?          |
| G. Magnocavallo  | 29       | 2       | ?           | ?          | ?            | ?            | ?            | ?            | 29+      | 2+     | ?           | ?          |
| L. Manueli       | 34       | 6       | ?           | ?          | ?            | ?            | ?            | ?            | 34+      | 6+     | ?           | ?          |
| P. Mascella      | 38       | -35     | ?           | ?          | ?            | ?            | ?            | ?            | 38+      | -35+   | ?           | ?          |
| F. Massimi       | 15       | 0       | ?           | ?          | ?            | ?            | ?            | ?            | 15+      | 0+     | ?           | ?          |
| M. Pedrazzini    | 13       | 1       | ?           | ?          | ?            | ?            | ?            | ?            | 13+      | 1+     | ?           | ?          |
| A. Perego        | 26       | 0       | ?           | ?          | ?            | ?            | ?            | ?            | 26+      | 0+     | ?           | ?          |
| E. Ramella       | 27       | 7       | ?           | ?          | ?            | ?            | ?            | ?            | 27+      | 7+     | ?           | ?          |
| S. Taddei        | 11       | 1       | ?           | ?          | ?            | ?            | ?            | ?            | 11+      | 1+     | ?           | ?          |
| C. Tresoldi      | 11       | 2       | ?           | ?          | ?            | ?            | ?            | ?            | 11+      | 2+     | ?           | ?          |
| C. Vagheggi      | 3        | 0       | ?           | ?          | ?            | ?            | ?            | ?            | 3+       | 0+     | ?           | ?          |